# Víctor Mora
Víctor Manuel Mora García, född 29 november 1944, är en tidigare långdistanslöpare från Colombia. Han tog guld på 5 000 meter vid centralamerikanska och karibiska spelen 1974, samt tävlade vid olympiska sommarspelen 1972 och 1976.
Han deltog också vid bolivarianska spelen, och vann också guld på 5 000 meter och 3 000 meter hinder 1970, samt 5 000 meter, 10 000 meter och 3 000 meter hinder 1973.
Han vann också Sylvesterloppet i São Paulo 1972, 1973, 1975 och 1981.

## Personbästa
- 10 000 meter — 27.55.72 (1976)
- Maraton — 2:12:55 (1981)

### Fotnoter
1. ↑  ”Campeões 1970-1979” (på portugisiska). Sylvesterloppet. Arkiverad från originalet den 2 november 2016. https://archive.today/20161102030217/http://www.saosilvestre.com.br/campeoes/campeoes-1970-1979/. Läst 20 februari 2014.
2. ↑  ”Campeões 1980-1989” (på portugisiska). Sylvesterloppet. Arkiverad från originalet den 2 november 2016. https://archive.today/20161102030156/http://www.saosilvestre.com.br/campeoes/campeoes-1980-1989/. Läst 20 februari 2014.